# Dom strachu
Dom strachu (tytuł oryg. House of Fears) – amerykański horror filmowy, młodzieżowy slasher z 2007 roku w reżyserii Ryana Little’a.
W Polsce wyemitowany przez stację telewizyjną Movies 24 17 kwietnia 2010.

## Fabuła
Grupa sześciu nastolatków włamuje się do budynku zwanego „Domem strachu”, którego otwarcie ma zbiec się z tegorocznym świętem halloween. Miejsce pełne jest pomieszczeń, które w odwiedzających wzbudzić mają lęk. Gdy jeden z przybyłych ginie w dziwnych okolicznościach, rozpętuje się piekło.

## Obsada
- Corri English − Samantha[1]
- Sandra McCoy − Hailey[1]
- Michael J. Pagan − Devon
- Corey Sevier − Carter[1]
- Alice Greczyn − Candice
- Eliot Benjamin − Zane
- David Christenson − Shorty, klown
- Kelvin Clayton − Hamadi
- Jared Padalecki − J.P. (poza czołówką)